# Вітессе
«Віте́ссе» (нід. SBV Vitesse Arnhem, [viˈtɛsə]) — нідерландський футбольний клуб з Арнема. З 1989 року безперервно виступає у Ередивізі, найвищій футбольній лізі Нідерландів. Заснований 1892 року, є одним з найстаріших клубів у Ередивізі. Домашні матчі проводить на стадіоні «ГелреДом» місткістю 25 500 глядачів.
Найуспішніший період у Вітессе був у 1990-х роках. Їхнім найкращим результатом в Ередивізі було третє місце в сезоні 1997—98. Вони виграли Кубок Нідерландів у 2017 році, а також доходили до фіналу у 1912, 1927, 1990 та 2021 роках. Традиційна форма Вітессе складається з жовто-чорної футболки з вертикальними смугами в кольорах провінції Гелдерланд і родини Ван Палландт.

## Досягнення
- Чемпіонат Нідерландів
  -  Срібний призер (5): 1897—98, 1902—03, 1912—13, 1913—14, 1914—15
  -  Бронзовий призер (1): 1997—98
- Кубок Нідерландів
  -  Володар (1): 2016—17
  -  Фіналіст (4): 1911—12, 1926—27, 1989—90, 2020—21
- Суперкубок Нідерландів
  -  Фіналіст (1): 2017

## Основний склад
Станом на 2 травня 2021

| №  | Поз. | Нац.       | Гравець                                  |
| -- | ---- | ---------- | ---------------------------------------- |
| 2  | ЗХ   | Нідерланди | Меес Креекелс                            |
| 3  | ЗХ   | Нідерланди | Джованні ван Звам                        |
| 6  | ЗХ   | Данія      | Якоб Расмуссен (в оренді з «Фіорентини») |
| 7  | НП   | Бельгія    | Лої Опенда (в оренді з «Брюгге»)         |
| 8  | ПЗ   | Норвегія   | Сондре Тронстад                          |
| 9  | НП   | Алжир      | Уссама Дарфалу                           |
| 10 | ПЗ   | Нідерланди | Рішедлі Базур                            |
| 11 | НП   | Нідерланди | Фоде Фофана (в оренді з ПСВ)             |
| 13 | ЗХ   | Нідерланди | Енцо Корнеліссе                          |
| 14 | ПЗ   | Марокко    | Уссама Таннане                           |
| 16 | ЗХ   | Хорватія   | Алоїс Ороз                               |
| 17 | НП   | Нігерія    | Гіларі Гонг                              |

| №  | Поз. | Нац.       | Гравець                              |
| -- | ---- | ---------- | ------------------------------------ |
| 18 | ЗХ   | Чехія      | Томаш Гаєк                           |
| 19 | НП   | Англія     | Ноа Огіо (в оренді з «РБ Лейпциг»)   |
| 20 | ПЗ   | Нідерланди | Томас Брюнс                          |
| 21 | ПЗ   | Словаччина | Матуш Беро                           |
| 22 | ВР   | Нідерланди | Ремко Пасвеер                        |
| 24 | ВР   | Нідерланди | Єрун Гувен                           |
| 27 | ПЗ   | Німеччина  | Ідрісса Туре (в оренді з «Ювентуса») |
| 32 | ЗХ   | Німеччина  | Максиміліан Віттек                   |
| 36 | ПЗ   | Нідерланди | Патрик Врог                          |
| 40 | ПЗ   | Нідерланди | Даан Гуйсман                         |
| 42 | ЗХ   | Нідерланди | Мілліон Манхуф                       |
| 44 | НП   | Сальвадор  | Енріко Ернандес                      |